# Spånga rundradiostation

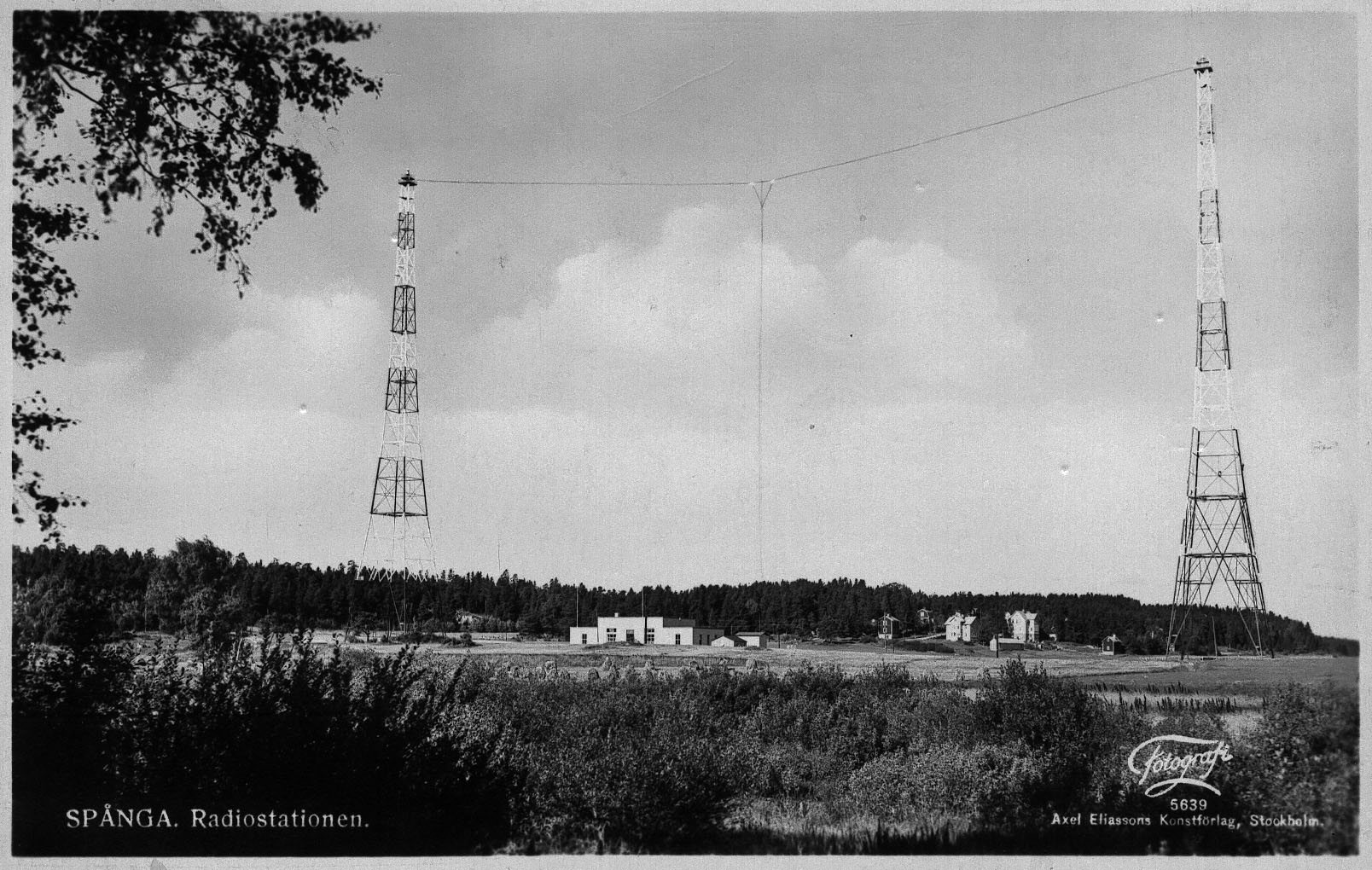
Spånga rundradiostation 1930.

Spånga rundradiostation eller Spånga mellanvågssändare var en svensk sändarstation för rundradio i Spånga utanför Stockholm.

## Uppförandet
Den 10 juni 1929 tecknade Telegrafstyrelsen kontrakt med en svensk firma om uppsättning av två fristående fackverkstorn vid Spånga Rundradiostation. Leveransen skulle vara fullgjord den 15 februari 1930, varför alltså den svåraste delen av arbetet inföll under vintermånaderna. Till följd den gynnsamma väderleken behövde emellertid inte arbetet avbrytas mer än ett par dagar. Tornen kunde därför färdigställas till den föreskrivna tidpunkten. Fackverkstornen hade konstruerats av professor Henrik Kreüger efter samma metod som han tidigare använt för tornen vid Grimeton och Motala radiostationer, och leveranserna hade i alla tre fallen utförts av en och samma firma, Motala Verkstad. Det södra tornet var 146 meter högt och det norra 150 meter högt på grund av markförhållandena. Sammanlagt vägde de 305 ton. Spånga Rundradiostation uppfördes på en del av Järvafältet i Spånga 1930. På den tiden var Spånga i stort sett jordbruksmark och Järvafältet hade även armén som exercisfält. 

### Teknik

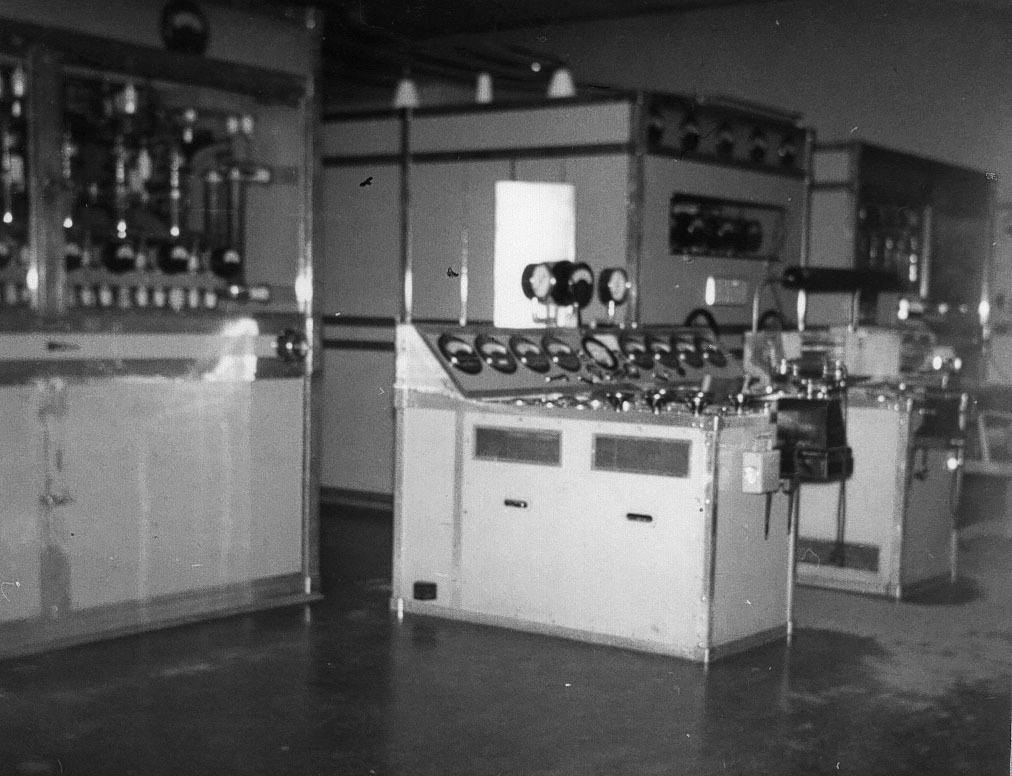
Kontrollbordet år 1955.

Stationen hade en sändare med en uteffekt om 55 kW och ersatte en mycket svagare sändare inne i centrala Stockholm, placerad nära Brunkebergstorg. Den nya sändaren var tillverkad av Marconi och själva stationshuset var ritat av arkitekten Carl Åkerblad som även hade ritat stationshusen vid radiostationen i Grimeton och Motala långvågs radiostation och liknade i mångt och mycket dessa. Sändaren levererades genom SRA.
I markplan fanns själva sändarutrustningen uppdelad i olika stativ med ett centralt placerat kontrollbord tillsammans med ett förstärkarrum, dagrum för personalen och ett maskinrum med olika roterande omformare. I källarplan fanns transformatorer och dylikt. I vindsplanet fanns utrustning för telemetri samt utrustning för en flygfyr avsedd för närliggande Bromma flygplats. 
Själva antenntornen bar upp antennen, en vertikal radiator med toppkapacitans och motviktsnät (T-antenn).

### Början på slutet
I slutet av 1940-talet ansåg man inte att stationen uppfyllde kraven längre. Fading uppstod på kort avstånd och interferens med andra stationer uppkom. I väntan på en ny station monterades de båda tornen ned för att flyttas till Västervik och Follingbo på Gotland för att användas som radiolänktorn. Som ersättare satte man upp en knappt 50 meter hög Rendahlsmast, namngiven efter Ragnar Rendahl,  vilket kom att användas fram till stationens avveckling 1956. År 1956 stod den nya modernare mellanvågssändaren i Nacka på en bergsplatå nära Källtorpssjön i Ersta Fideikommiss klar. Nytt var att själva stationen låg insprängd nere i berget med två sändare på 150 kW var, fjärrstyrning och att två stycken 193 m höga rörmaster med riktverkan hade byggts ovanför stationen med antenner för FM-sändningar och TV i toppen. Sändarutrustning kom från Standard Telephones and Cables i Storbritannien och masterna var levererade och uppförda av den västtyska firman C.H Jucho i Dortmund.

### Nutid
Uppgifterna går isär om Spånga Rundradiostation fick stå som reserv ett tag efter att Nacka hade tagits i drift men det mest troliga är att stationen revs omedelbart efter nedläggningen. 
Idag kan man fortfarande se fundamenten från tornen i gräset invid cykelbanan mellan Bromsten och Tensta. Själva stationen låg där Spånga Idrottsplats ligger idag.

## Galleri

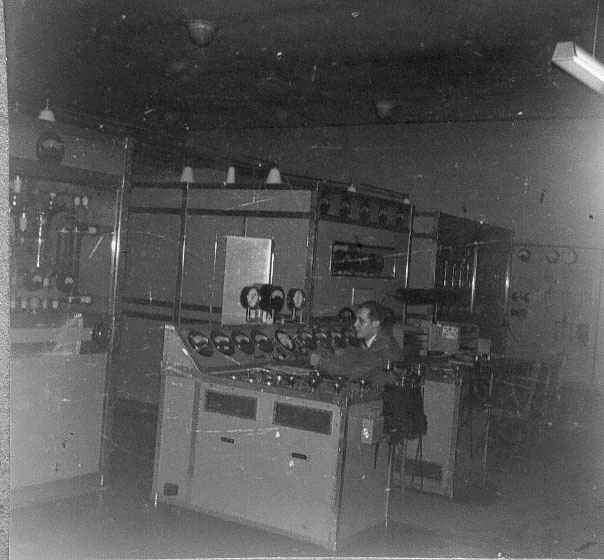
Operatören Johan Wihlander vid kontrollbordet.
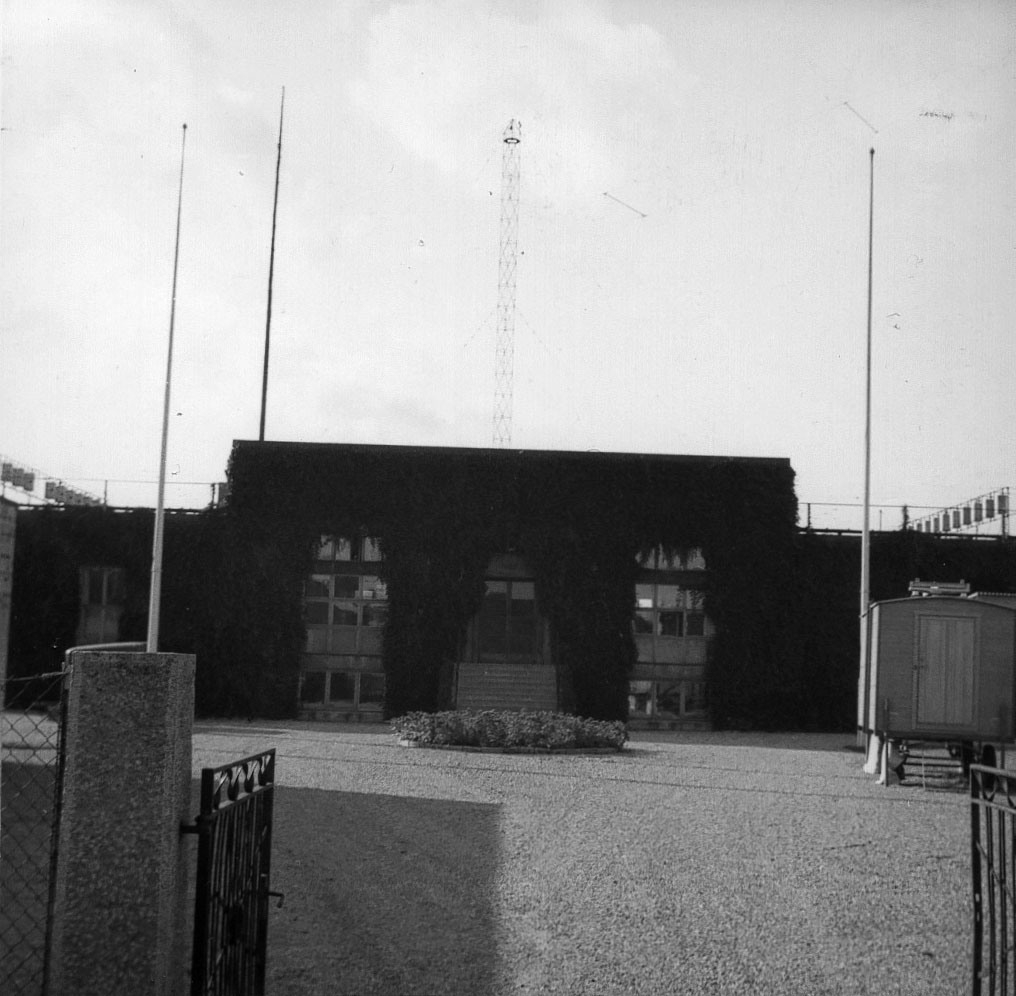
Entrén till stationen.
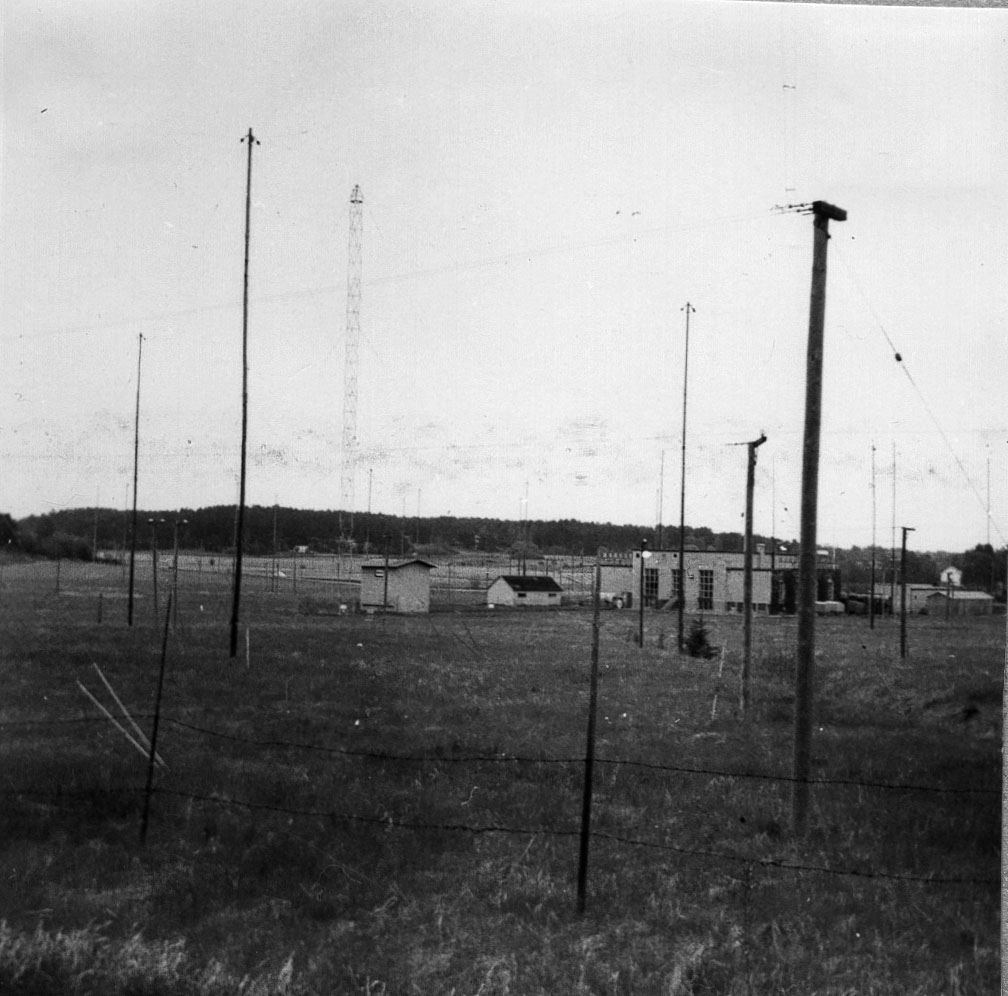
En mängd olika antenner för bland annat telemetri.
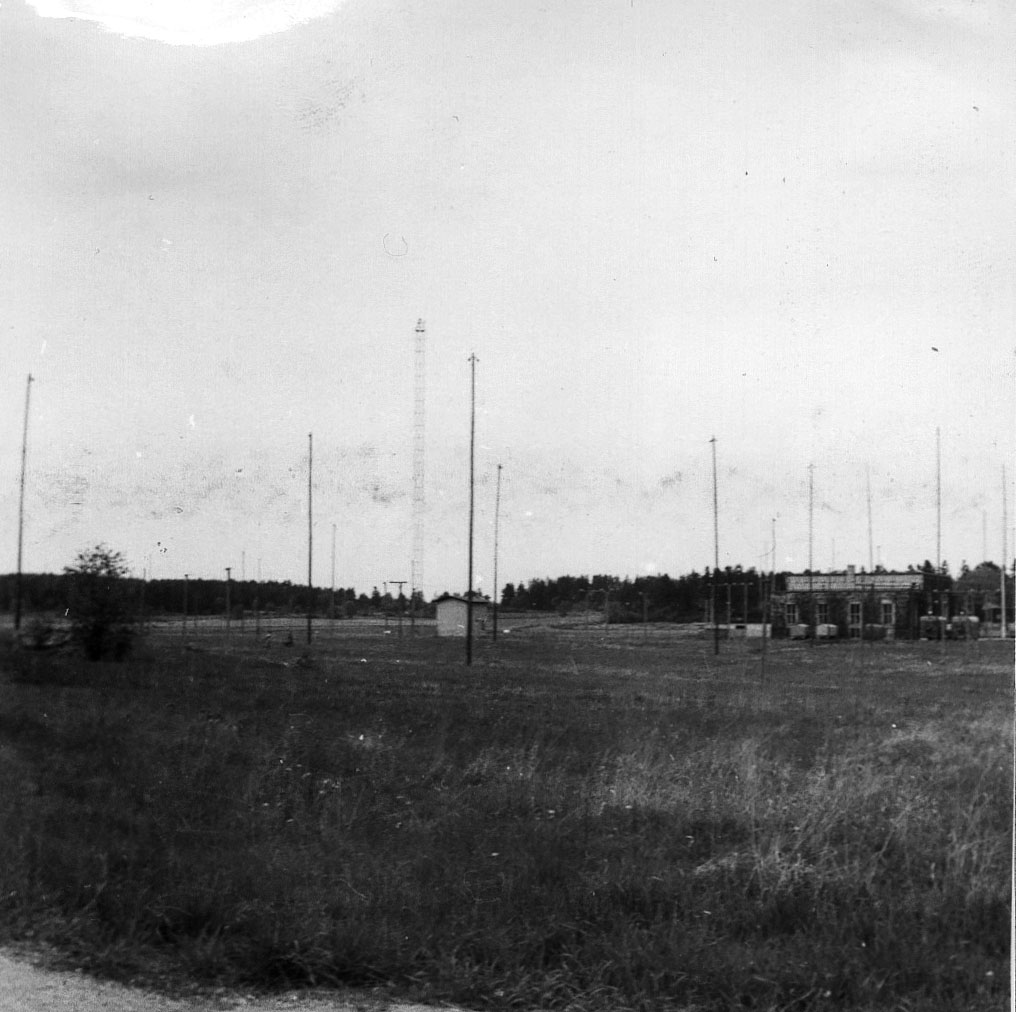
Spånga Rundradiostation som den såg ut 1955.
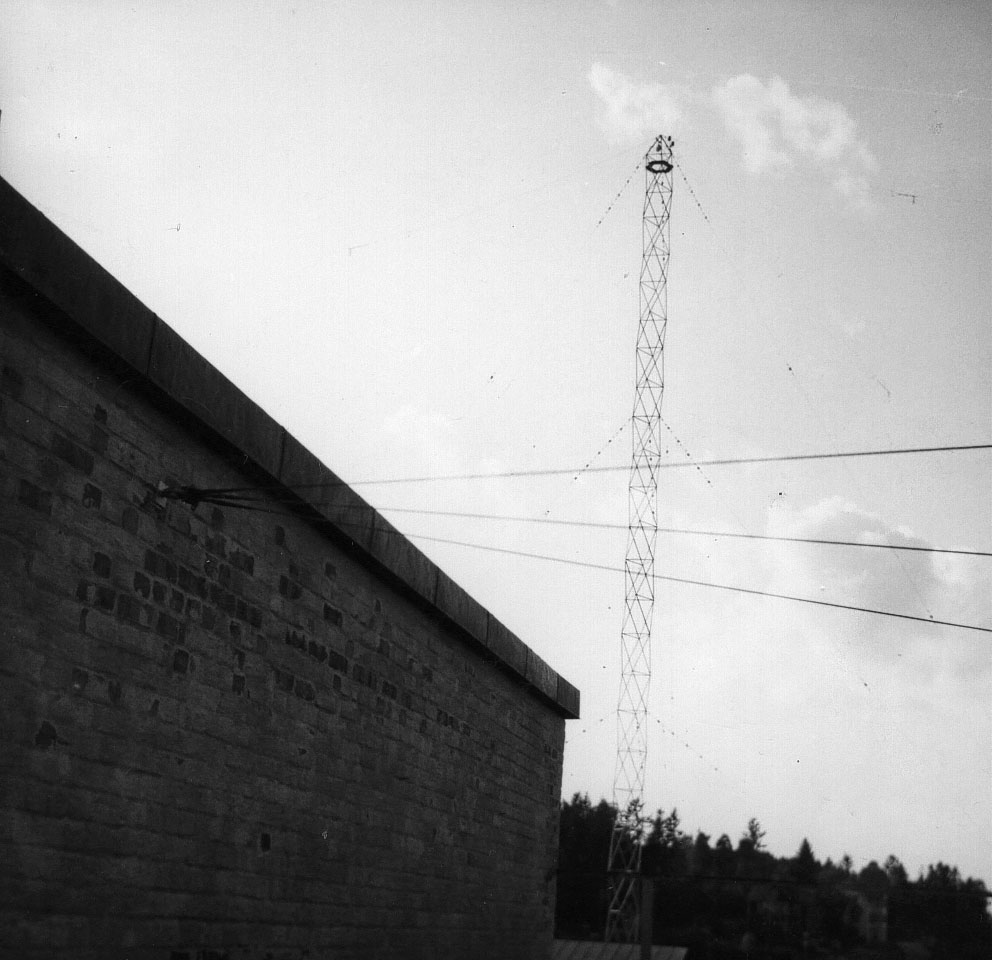
Rendahlsmasten, ersättaren till de båda tornen.
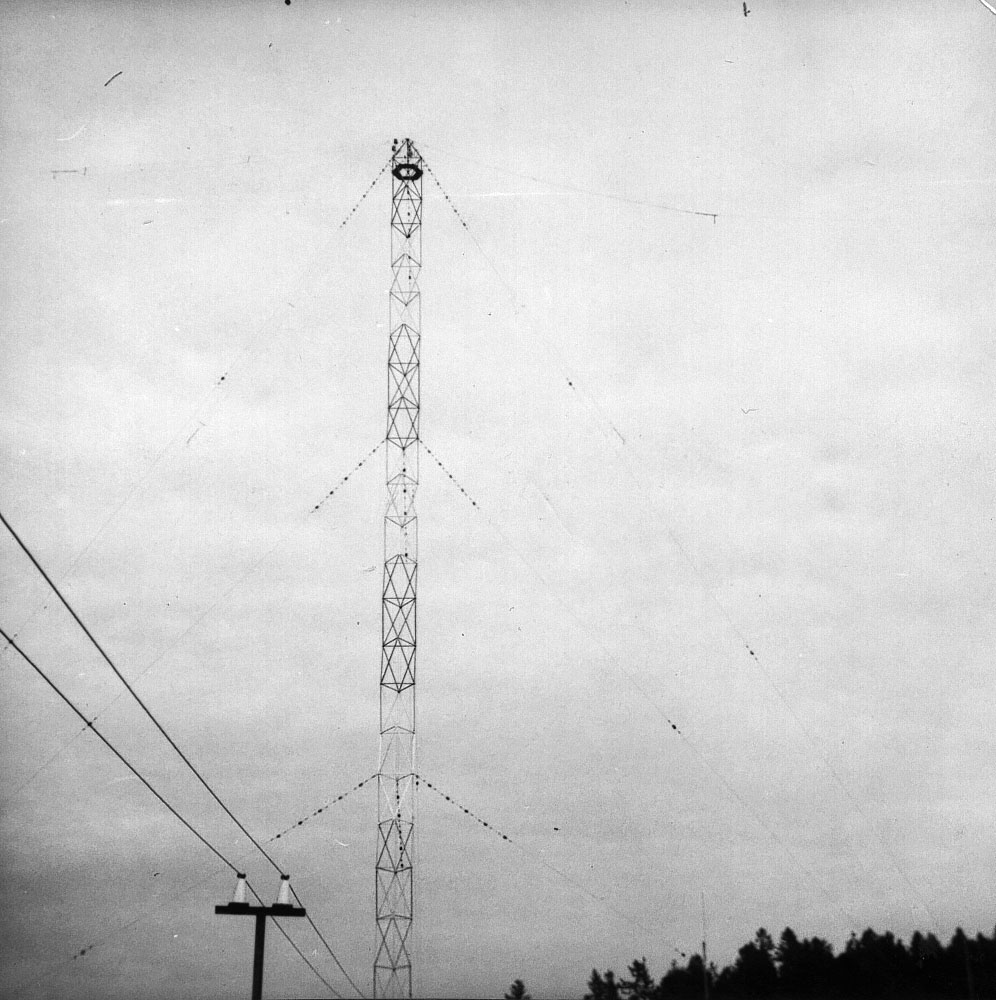
Rendahlsmasten, vid Spånga Radiostation.

### Webbkällor
- Rundradions historia i Sverige Läst 2007-06-29

### Övriga källor
- Intervju med Johan Wihlander, hösten 2005